# Carex complanata
Espèce
Classification phylogénétique
Carex complanata est une espèce des plantes du genre Carex et de la famille des Cyperaceae.